# Horst Gerson

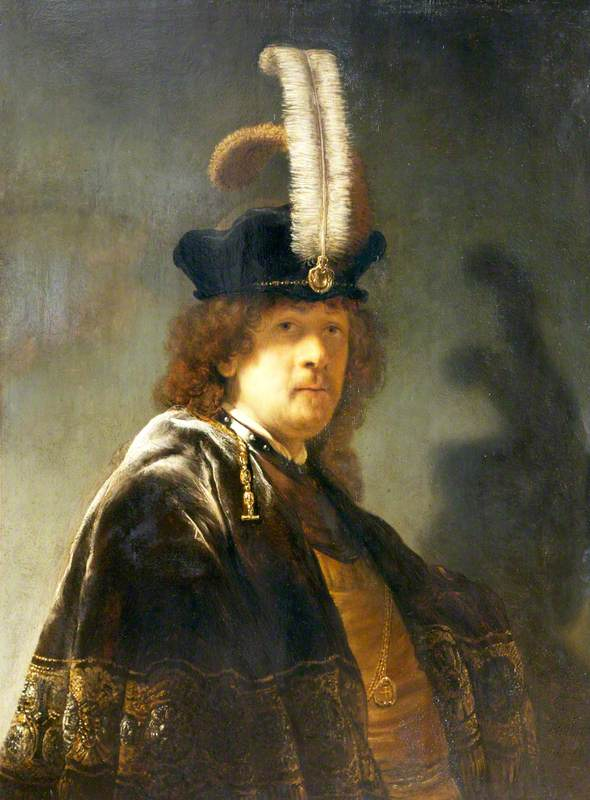
Autoritratto di Rembrandt conservato presso il Museo dell'Abbazia di Buckland

Horst Gerson (Berlino, 2 marzo 1907 – Groninga, 10 giugno 1978) è stato uno storico dell'arte olandese di origine tedesca.

## Biografia
Dopo aver studiato storia dell'arte prima a Vienna e poi a Berlino, laureandosi nel 1932 con il professor Stechow con una tesi su Philips Koninck, divenne allievo e assistente di Cornelis Hofstede de Groot e lavorò alla realizzazione dell'RKD (Rijksbureau voor Kunsthistorische Documentatie) durante il periodo 1934–1966. Nel 1940 divenne cittadino olandese e il primo gennaio 1954 direttore dell'RKD Era cugino di Karl Lilienfeld, che aveva assistito Hofstede de Groot prima di lui. Nel 1966 divenne professore di storia dell'arte all'Università di Groninga, e dal 1966 al 1975 fu a capo del Kunsthistorisch Instituut Groningen. È conosciuto per le sue pubblicazioni, a partire dalla Ausbreitung und Nachwirkung der holländischen Malerei des 17. Jahrhunderts del 1942.
Collaborò con Abraham Bredius alla realizzazione del suo catalogo ragionato dell'opera di Rembrandt e nel 1968 ne scrisse una propria versione, che riduceva il numero delle opere attribuite all'artista da 639 a 420. L'anno successivo pubblicò una revisione del catalogo di Bredius, che riduceva ulteriormente il numero di lavori. Il Rembrandt Research Project (RRP), sotto la direzione di Ernst van de Wetering, passò in rassegna sistematicamente gli scritti di Gerson ed è tuttora in corso il processo di attribuzione dei dipinti all'artista, in particolare l'Autoritratto con cappello con piuma bianca nell'Abbazia di Buckland. L'ultima parte del  I dipinti del corpus di Rembrandt dell'RRP, pubblicato nel 2014, contiene 348 dipinti, 295 dei quali sono compresi nel catalogo di Gerson del 1968.